# Tikbalang

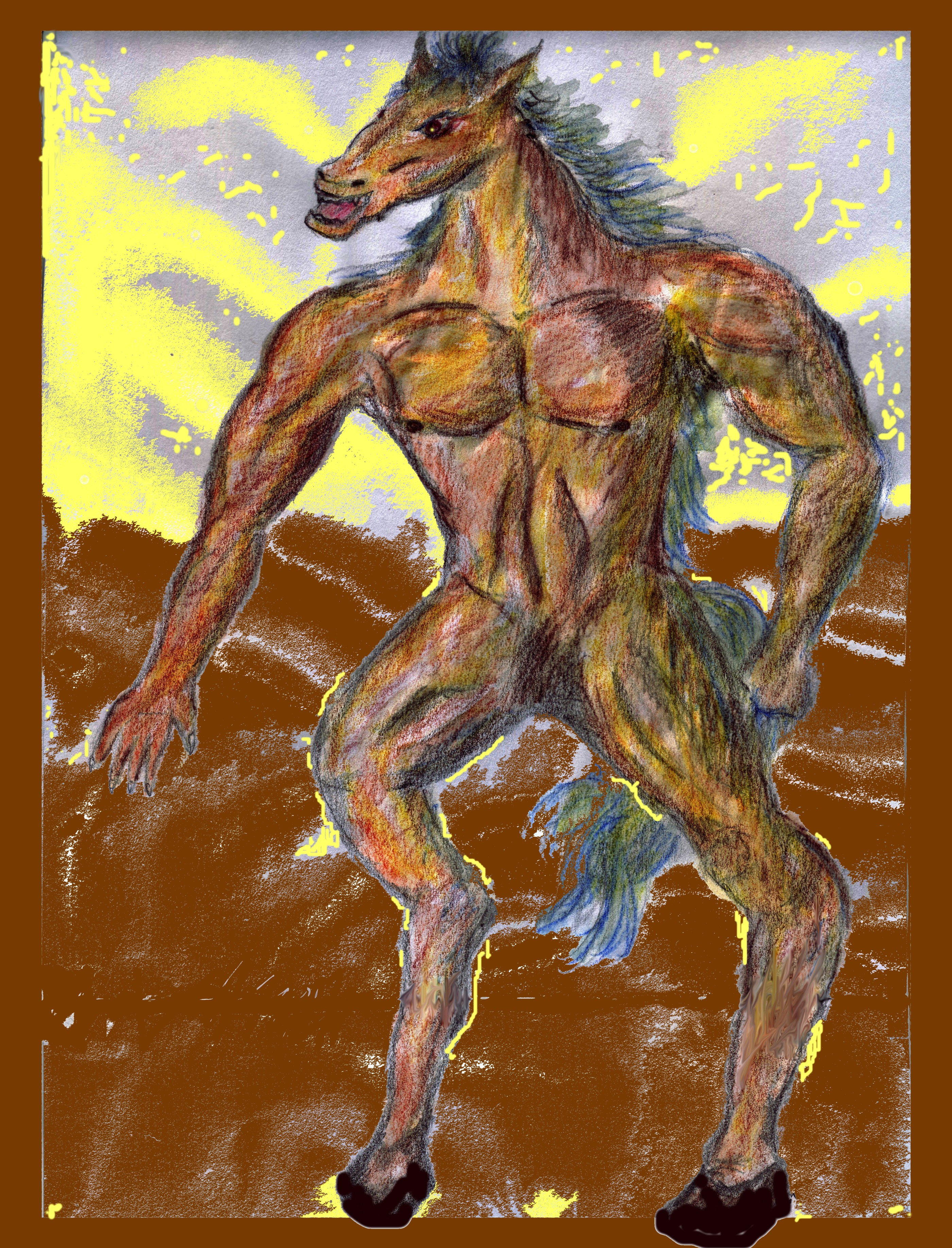
Tikbalang

Tikbalang (/ˈtikbaˌlaŋ/) (auch Tigbalang, Tigbalan, Tikbalan, Tigbolan) ist eine philippinische Sagengestalt, die in den Wäldern und Bergen der Philippinen leben soll. Es ist eine große, knochige menschenähnliche Gestalt mit Pferdekopf und Pferdehufen und überproportional langen Gliedmaßen, so dass im Hocken die Knie über den Kopf reichen.

## Ursprung

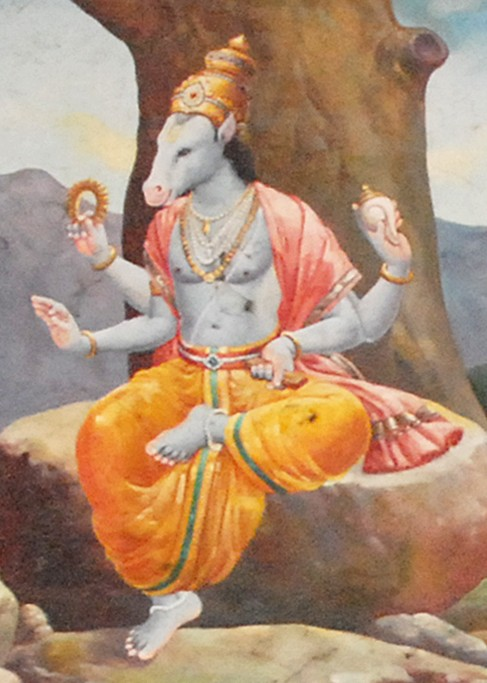
Hayagriva, ist ein pferdeköpfiger Avatar von Vishnu

Die Spuren von Tikbalang reichen 4000 Jahre zurück. Die Urbevölkerung der Philippinen glaubte an den Animismus. 1589, zu Beginn der spanischen Besetzung dokumentierte Vater Juan de Plasencia die Bedeutung von Tikbalang für die einheimische Bevölkerung. Der Hinduismus breitete sich im 2. Jahrhundert entlang der Handelsrouten von Indien nach Südostasien aus. Tikbalang ist möglicherweise aus  Hayagriva, einem Avatar des hinduistischen Gottes Vishnu hervorgegangen.

## Zähmung eines Tikbalang
Ein Tikbalang soll eine Mähne aus spitzen Stacheln haben, wobei die drei dicksten Stacheln der Mähne eine besondere Bedeutung haben. Wem es gelingt einen dieser drei Stacheln zu erlangen, kann sie als Talisman gegen das Älter werden verwenden und das Tikbalang damit im Zaum halten. Dazu muss das Tikbalang überwältigt werden, indem man auf seinen Rücken springt und mit einem speziellen Strick bindet. Der angehende Tikbalang-Zähmer muss dann auf dem Rücken bleiben, während das Wesen durch die Luft fliegt und mit wilden Sprüngen versucht, den unwillkommenen Reiter loszuwerden, solange, bis es müde wird und seine Niederlage eingesteht.